# Tramlijn 6 (Haaglanden)
Tramlijn 6 van HTM is een tramlijn in de regio Haaglanden, in de Nederlandse provincie Zuid-Holland.
Van 1925 tot en met 1927 werd een gedeelte van het traject bereden met de lijnnummers "6A" en "6B" en van 1994 tot en met 2001 ook met het lijnnummer "6K", waarbij de "K" stond voor "Kort traject".

## Route en dienstregeling
De lijn verbindt de wijk Leyenburg (OV-knooppunt Leyenburg) in stadsdeel Escamp via de Escamplaan, Hobbemaplein, door het Haagse centrum in de tramtunnel, via het NS-station Centraal, Ternoot en Mariahoeve met Leidschendam Noord.
Tramlijn 6 rijdt op werkdagen overdag iedere 10 minuten, op zaterdag overdag iedere 8,5 minuten en op zondag overdag iedere 12 minuten. 's Avonds tot 21.00 uur, zaterdag-/zondagochtend is de frequentie variërend lager, met een minimum van eens per 15 minuten. 's Avonds na 21.00 uur is de frequentie nog lager met 20 minuten.
Lijn 6 had tot de introductie van RandstadRail een langere route, maar is in 2006 een ondersteunende lijn geworden binnen het Haagse tramnet. De lijn verbindt onder andere De Haagse Markt en twee ziekenhuizen (HagaZiekenhuis Den Haag en HMC Antoniushove). Sinds de lijn in 2013 voor de derde keer naar Leidschendam Noord werd verlengd heeft de lijn meer relevantie gekregen binnen het tramnetwerk. In de rangorde van de verschillende tramlijnen (RandstadRail niet meegerekend) in de dagbezetting van het aantal reizigers per kilometer in relatie tot het totale aantal reizigers en de exploitatielengte, was lijn 6 in het jaar 2016 de op één na drukste lijn.

## Geschiedenis

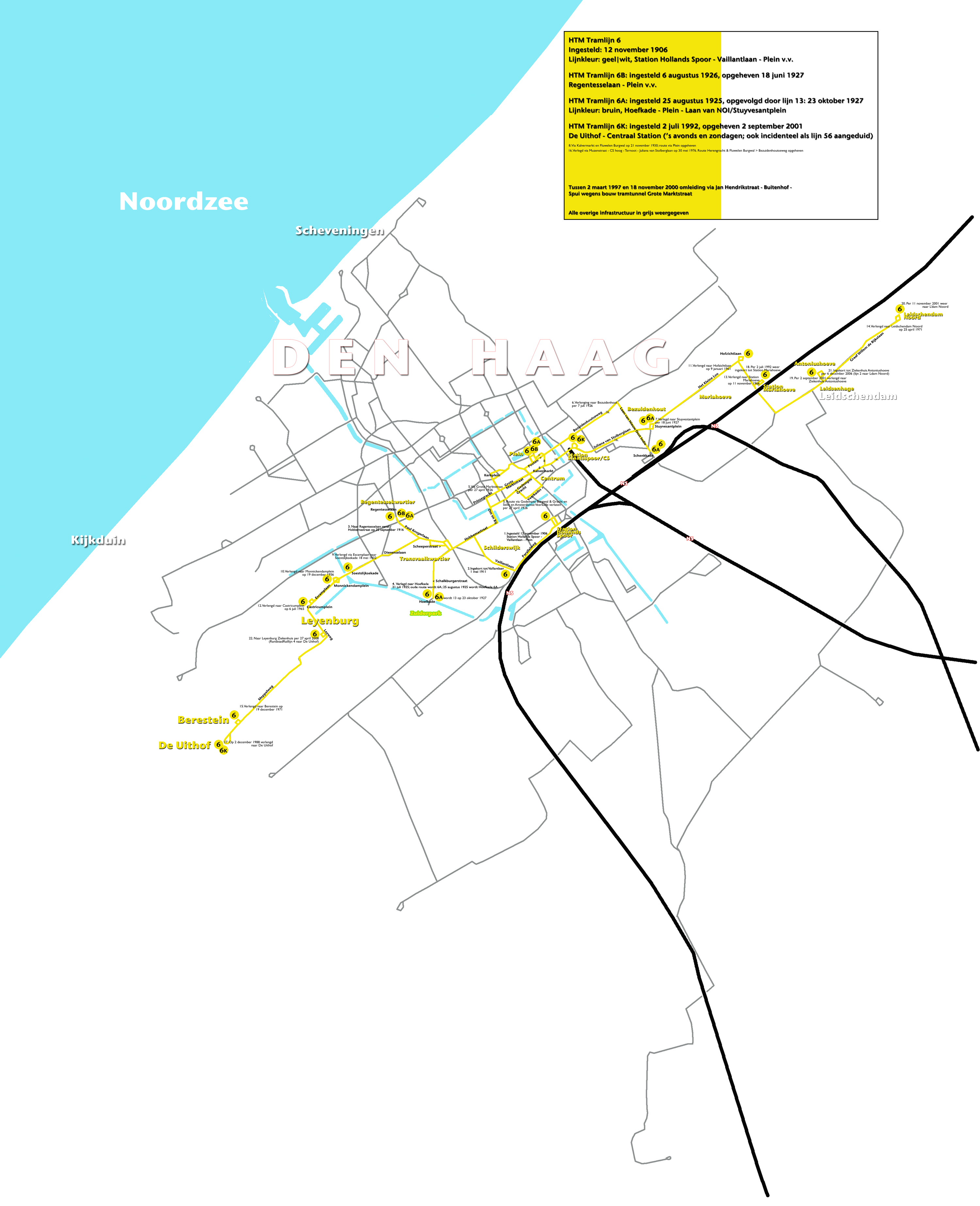
Historisch overzicht van de routes van lijn 6, bijgewerkt tot 2011.

### 1906-heden
- 12 november 1906: Lijn 6 werd ingesteld op het traject Station Hollands Spoor – Plein. De lijnkleuren waren geel| wit.[2]
- 1 mei 1911: Het eindpunt Hollands Spoor werd ingekort naar Vaillantlaan. Het trajectdeel Vaillantlaan - Hollands Spoor werd overgenomen door tramlijn 12.
- 22 september 1916: Het eindpunt Vaillantlaan werd verlegd naar Regentesselaan.
- 25 augustus 1925: Lijn 6 werd versterkt met lijn "6A" op het traject Hoefkade – Plein.
- 7 juli 1926: Verlenging van alle ritten met het traject Plein – Laan van Nieuw Oost-Indië/Schenkkade.
- 6 augustus 1926: Lijn 6 werd versterkt met 2e lijn "6B" op het traject Regentesselaan/Loosduinseweg – Plein.
- 18 juni 1927: Opheffen van lijn 6B. Lijnen 6 en 6A werden gewijzigd vanaf Laan van NOI over de Juliana van Stolberglaan naar het Stuyvesantplein.
- 23 oktober 1927: Lijn 6A werd omgezet in lijn 13.
- 15 mei 1932: Uitbreiding van lijn 6 met het traject Regentesselaan/Loosduinseweg – Escamplaan/Soestdijksekade.
- 17 november 1944: De dienst op alle Haagse tramlijnen werd gestaakt vanwege gebrek aan stroom door kolenschaarste.
- 11 juni 1945: De dienst op lijn 6 werd hervat met het traject Escamplaan/Soestdijksekade – Turfmarkt.
- Op 19 december 1956 werd lijn 6 verlengd naar Leyenburg (keerlus Monnickendamplein).
- Op 9 januari 1961 werd lijn 6 verlengd naar de uitbreidingswijk Mariahoeve (keerlus nabij kruispunt Het Kleine Loo / Hofzichtlaan).
- Op 6 juli 1965 werd lijn 6 in Leyenburg verlengd van het Monnickendamplein naar een keerlus op het Castricumplein.
- Op 11 november 1966 werd de lijn in Mariahoeve opnieuw verlengd, en wel tot het in dat jaar geopende station Den Haag Mariahoeve.
- In april 1971 werd lijn 6 verlengd van Station Mariahoeve via het later dat jaar te openen winkelcentrum Leidsenhage naar Leidschendam Noord. Dit lijngedeelte viel vanaf de halte Voorburg Essesteijn buiten het stadstarief van Den Haag. Voor het traject in Leidschendam werden aparte enkeltjes, rittenkaarten en abonnementen verkocht.
- In december 1971 volgde de verlenging van Leyenburg naar Berestein. Lijn 6 was nu met 15 km de langste tramlijn van Nederland. Een rit duurde ongeveer 55 minuten. Er werd overdag om en om een kort traject gereden: Castricumplein - Station Mariahoeve en de frequentie op dit traject was overdag 5 minuten; op de uiteinden van de lijn was de frequentie de helft. Later reden alle trams het hele traject.
- Juni 1976: Lijn 6 ging gebruikmaken van het tramviaduct bij station Den Haag Centraal. De korte trajecten vervielen. Lijn 6 reed vanaf toen met twee gekoppelde PCC-wagens, in een frequentie van 7 minuten in de spits.
- 1978: Voor en na elke voorstelling van de Koninklijke schouwburg rijdt een speciale rit van het eindpunt Leidschendam tot het Buitenhof en vervolgens via Lange Vijverberg, Tournooiveld en Korte Voorhout naar de Koninklijke schouwburg. De rit zou oorspronkelijk het lijnnummer 17 krijgen maar in verband met de bepalingen in de interlokale concessie in Leidschendam was dit niet mogelijk. Wegens het geringe aantal passagiers kwam de rit sinds 22 april 1978 weer te vervallen.[3]
- 4 december 1988: Een korte verlenging naar de Uithof werd in gebruik genomen.
- 1 oktober 1989: Lijn 6 verdwijnt uit de Herman Costerstraat en wordt vanaf het Hobbemaplein verlegd via het traject van lijn 11 en 12 over de Heemstraat en over de Delftselaan naar de Paul Krugerlaan.
- 2 juli 1992: Lijn 6 werd ingekort tot Station Mariahoeve en in de stille uren tot Centraal Station. Het traject naar Leidschendam Noord werd overgenomen door lijn 7.
- 1994: Het korte traject kreeg het lijnnummer "6K(kort)" op het traject De Uithof – Centraal Station.
- Trams van de serie 3100 en de 3055 reden abusievelijk wel eens met lijnnummer 56.[4]
- 2 september 2001: Lijn 6K werd opgeheven. Lijn 6 werd verlengd van Station Mariahoeve naar Leidsenhage.
- 11 november 2001: Het eindpunt Leidsenhage van lijn 6 werd geruild met het eindpunt Leidschendam Noord van lijn 2.
- 16 oktober 2004: Vanaf deze datum reed tram 6 door de Haagse tramtunnel.
- 10 december 2006: Het eindpunt Leidschendam Noord van lijn 6 werd na vijf jaar weer geruild met het eindpunt Leidsenhage bij MCH Antoniushove van lijn 2.
- 16 mei 2007: RandstadRail 4 nam het gedeelte Leyenburg – De Uithof over en lijn 6 werd ingekort tot Castricumplein – Leidsenhage.
- 27 april 2008: Lijn 6 reed door naar OV-knooppunt Leyenburg bij het Leyenburg Ziekenhuis. Hiermee verkreeg lijn 6 meer overstapmogelijkheden, onder andere op de streekbussen naar het Westland, die hier hun nieuwe beginpunt hebben gekregen, hierdoor is bij Leyenburg een nieuw OV-knooppunt ontstaan. De keerlus en halte op het Castricumplein kwam te vervallen en is opgeheven.
- 11 april 2011: Lijn 6 reed tot en met 15 juli 2011 een omleiding in verband met werkzaamheden op het Paul Krugerplein/Paul Krugerlaan. Lijn 6 reed in beide richtingen vanaf de Zuiderparklaan via de Apeldoornselaan, de De la Reyweg en de Monstersestraat en daarna de normale route. De tijdelijke halten waren: Dierenselaan en De la Reyweg. Halten Nunspeetlaan en Paul Krugerplein waren vervallen.
- 2 juli 2011: Lijn 6 reed tot en met 21 augustus 2011 niet verder dan de halte Aegonplein. Dit vanwege werkzaamheden op de route van lijn 2 voor het geschikt maken voor de brede RandstadRailvoertuigen. Tussen Aegonplein en Leidsenhage (en Leidschendam Noord) reed pendelbus 6.
- 25 november 2011: De keerlus bij het Stuyvesantplein werd definitief opgeheven. Dit vanwege het geringe gebruik van deze keerlus en de omstandigheid dat trams bij het Aegonplein of bij Laan van NOI kunnen keren.
- 9 januari 2012: Lijn 6 werd van zondag tot en met vrijdag na 22.15 uur wekelijks in drie stukken verdeeld. Het eerste stuk reed lijn 6 van Leyenburg naar halte Brouwersgracht en dan een omleiding naar Centraal Station (Rijnstraat). Het tweede stuk reed pendelbus 73 van Brouwersgracht via Centraal Station en Stuyvesantstraat naar Laan van NOI. Het derde stuk reed tramlijn 6 van Stuyvesantstraat via het Stuyvesantplein naar Leidschendam Leidsenhage. Dit vanwege werkzaamheden op het Centraal Station.
- 27 augustus 2012: Lijn 6 reed in de richting van Leidschendam Leidsenhage tot 1 november 2013 een omleidingsroute via de Monstersestraat, de Loosduinseweg en de Prinsegracht in plaats van de Hobbemastraat. Dit vanwege werkzaamheden op de Hobbemastraat en Om en Bij. De tijdelijke halten waren: Monstersestraat, MCH Westeinde en Brouwersgracht. Buslijn 25 reed als ondersteuning van tramlijn 6 en reed via de halten Hobbemaplein en Paletplein.
- 6 januari 2013: Lijn 6 reed in de avond na 22.15 uur weer zijn normale route. De werkzaamheden aan het dak op het Centraal Station waren afgerond.
- 25 februari 2013: Lijn 6 reed tot 2 september 2013 in beide richtingen een omleidingsroute via de Monstersestraat, de Loosduinseweg en de Prinsegracht in plaats van de Hobbemastraat. Dit vanwege een herinrichting en werkzaamheden op de Hobbemastraat en Om en Bij. De tijdelijke halten waren: Monstersestraat, MCH Westeinde en Brouwersgracht. Halten Hobbemaplein, Vaillantlaan, Om en Bij en Brouwersgracht kwamen te vervallen. Buslijn 25 reed als ondersteuning van tramlijn 6 en reed via de halte Paletplein (Vaillantlaan).
- 5 april 2013: Lijn 6 reed tot 13 juli 2013 niet verder dan de halte Aegonplein. Dit vanwege werkzaamheden op het MCH Antoniushove. Tussen Aegonplein en Leidsenhage reed buslijn 66.
- 13 juli 2013: Het eindpunt MCH Antoniushove in Leidsenhage werd weer omgeruild voor het eindpunt Leidschendam Noord van lijn 2. Bij de eindhalte MCH Antoniushove werd een tailtrack gebouwd in plaats van een keerlus voor lijn 2 en 19.
- 1 juli 2017: De haltenaam Hobbemaplein werd gewijzigd naar Haagse Markt voor lijn 6.
- 17 juli 2021: Wegens werkzaamheden bij het Centraal Station (Hoog) en bij de tramtunnel Grote Marktstraat werd lijn 6 tot 15 augustus 2021 in 2 delen gesplist. Lijn 6A reed van Den Haag Leyenburg naar Den Haag Centraal (Rijnstraat) v.v., waarbij er vanaf de Brouwersgracht een lus door het Centrum werd gereden. Lijn 6B reed van Station Den Haag Laan van NOI (Laag) naar Leidschendam Noord via Mariahoeve v.v., de route was op Station Den Haag Laan van NOI gekoppeld met Lijn 2B, die daardoor tijdelijk met andere trams reed, namelijk de GTL.
- 4 oktober 2021: Wegens spoorvernieuwing op de Escamplaan reed lijn 6 tot 25 oktober 2021 een omleiding. Er werd een lus gereden vanaf de tramtunnel richting het HMC Westeinde en de Monstersestraat naar tijdelijke eindpunt Haagse Markt. Vanaf de Haagse Markt werd er weer terug gereden naar Leidschendam Noord. Buslijn 64 en de omgeleide RandstadRail 4 namen het vervallen traject over.
- 9 januari 2022: De haltenaam Leidsenhage werd gewijzigd naar Mall of The Netherlands. De halte Aegonplein was eerst tijdelijk opgeheven. Begin 2025 wordt deze halte definitief opgeheven.

## Toekomst
Lijn 6 rijdt naar verwachting in 2027 met de nieuwe stadstram Haagse TINA, die de GTL vervangt. Om de 2,65 brede TINA op deze lijn te kunnen toelaten moet een aantal delen van het traject vernieuwd en aangepast worden; de GTL is slechts 2,35 meter breed. Op de trajecten Steijnlaan − Delftselaan, Hobbemaplein − Brouwersgracht en Juliana van Stolberglaan − Hofzichtlaan zullen baan en halteperrons worden vervangen. De werkzaamheden zullen starten in najaar 2025. De overige trajecten van lijn 6 zijn al geschikt gemaakt.

## Foto's

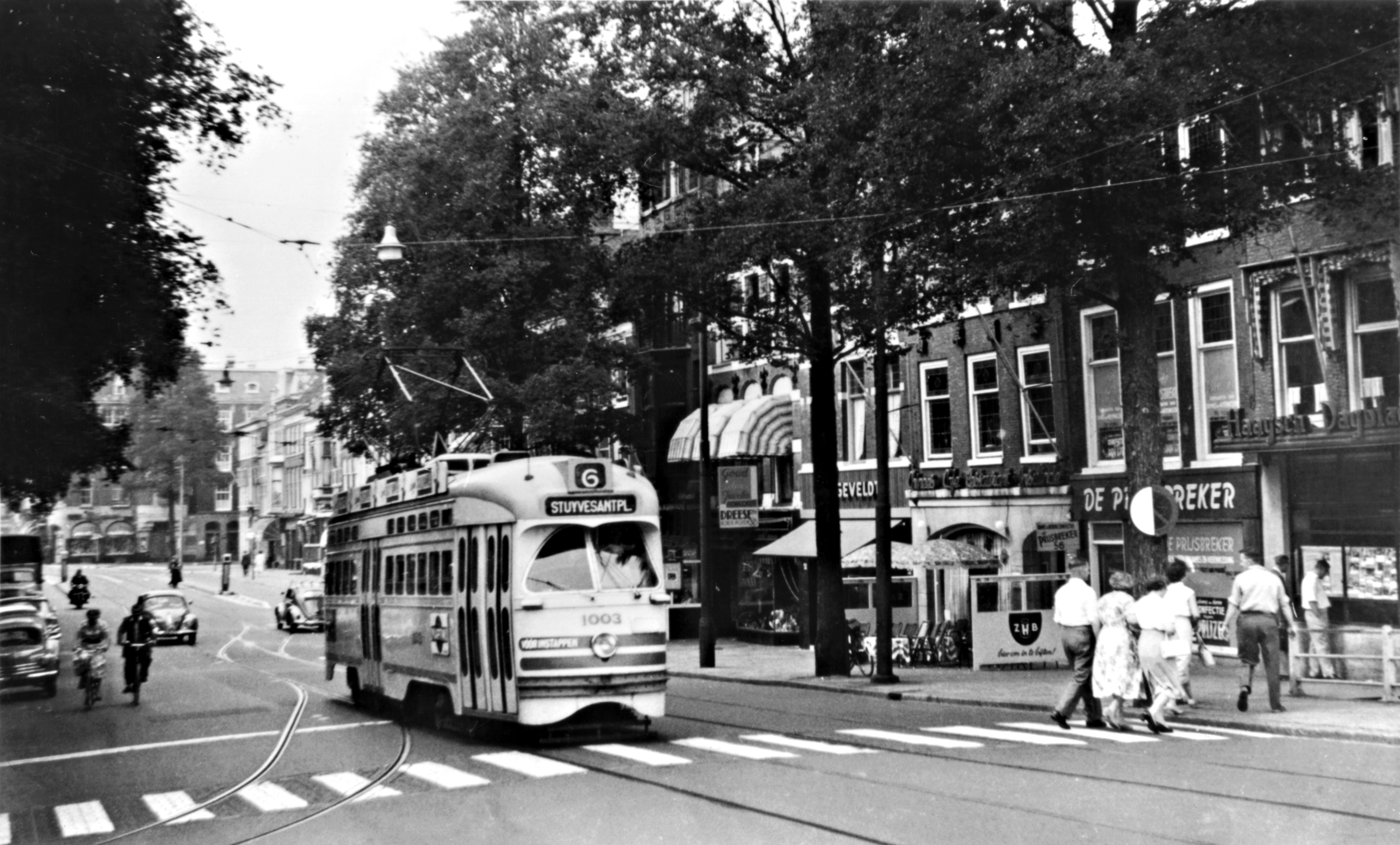
Opname van lijn 6 op de Herengracht, komend uit de richting van de Fluwelen Burgwal, ongeveer 1959.
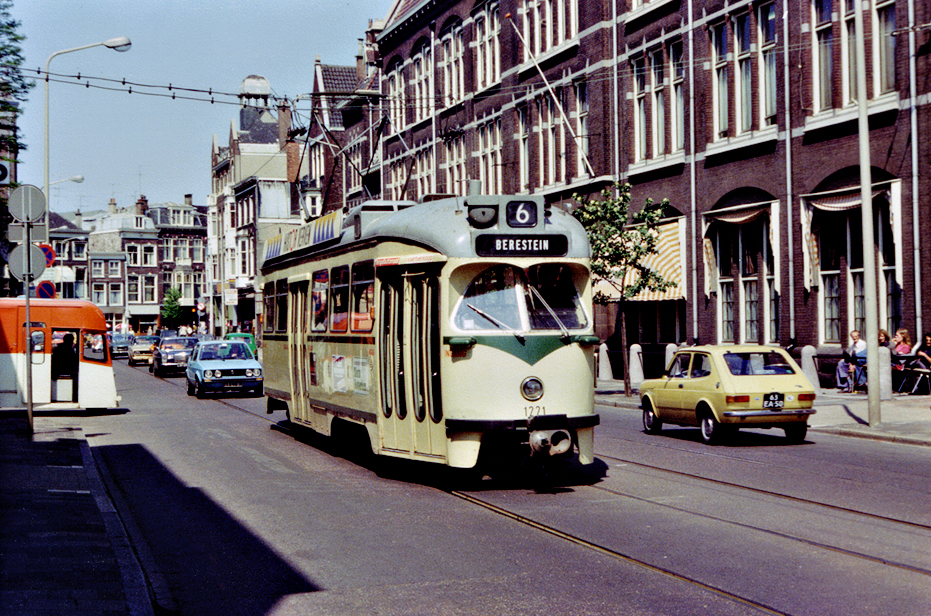
HTM PCC 1221 op lijn 6 in de jaren 1970, rechts de Staatsdrukkerij, op de Fluwelen Burgwal.
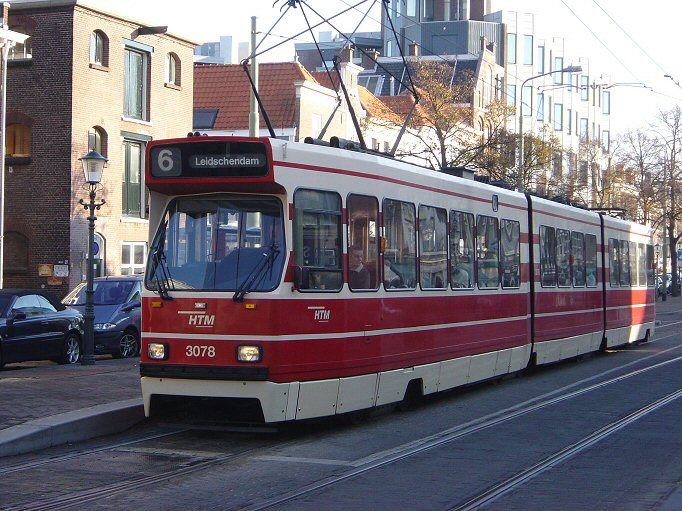
GTL 3078 als lijn 6 naar Leidschendam in 2004.
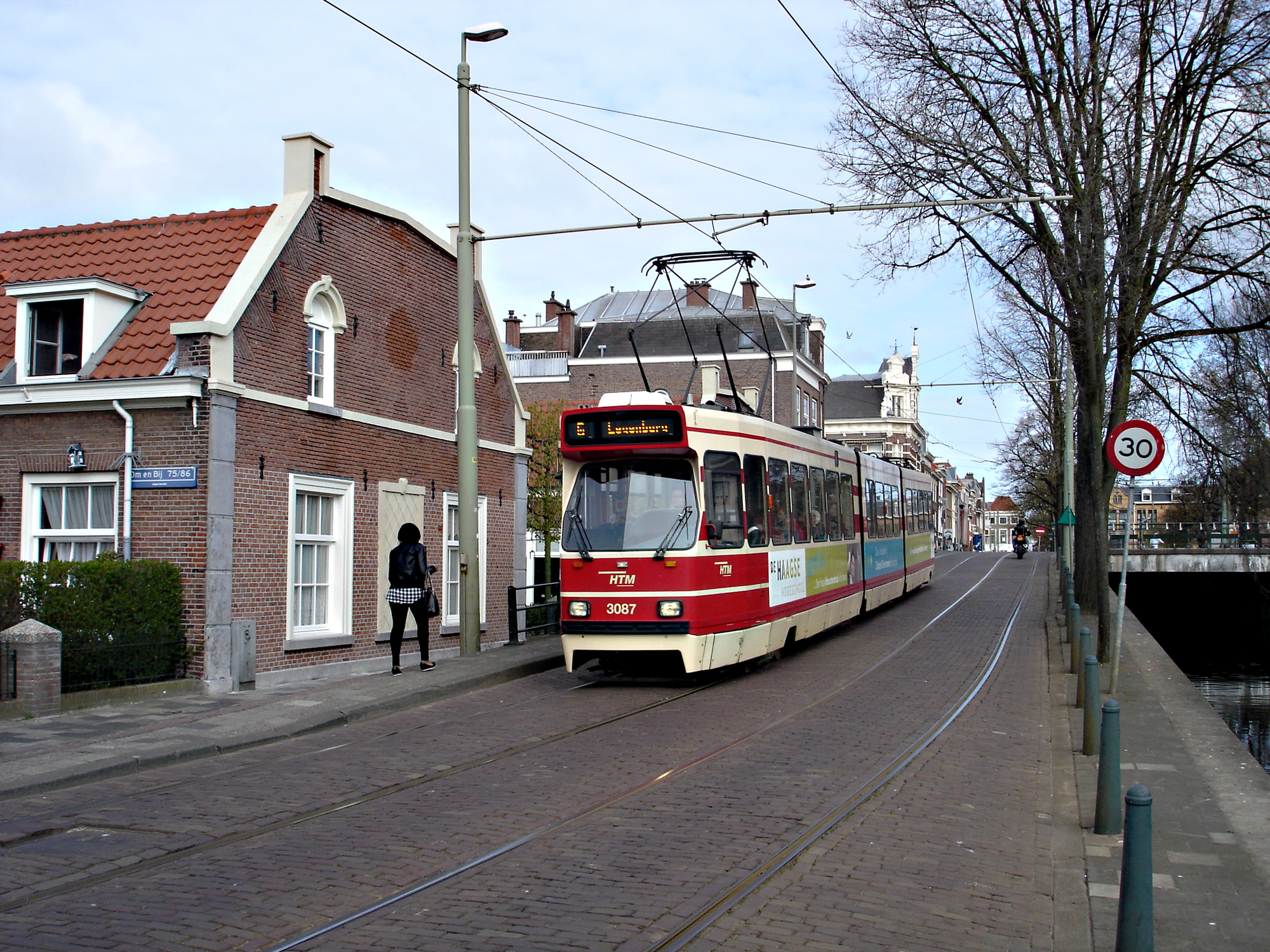
Lijn 6 rijdt al sinds 12 november 1906 over het Om en Bij.